# Kääntömeer
Het Kääntömeer, Kääntöjärvi, is een meer in Zweden, in de gemeente Gällivare. Het meer van zes bij een kilometer, ligt ten zuiden van het dorp Kääntojärvi. Het water uit het meer stroomt door een beek naar de Kalixälven.